# Pilar Rubio
Pilar Rubio Fernández (Torrejón de Ardoz, 17 de marzo de 1978) es una presentadora, actriz y modelo española. Se dio a conocer gracias a su labor de reportera en el programa de La Sexta Sé lo que hicisteis.... Desde enero de 2010 hasta enero de 2013 estuvo ligada a Telecinco, como presentadora de Operación triunfo y ¡Más que baile!, y protagonista de la serie Piratas (2011). Desde enero de 2014 a 2021 colaboró semanalmente en El hormiguero de Antena 3. Es jurado del El desafío desde 2021, en esa cadena y lo compaginó con la presentación de Discovering Canary Island (2022 y 2024, RAKUTEN TV, de El mejor (2023, Telemadrid), Make up stars (2023, Playz de RTVE) y Sí quiero (2024, Canal Sur)

## Trayectoria
Comenzó a estudiar Ciencias Económicas en la Universidad de Alcalá de Henares, aunque no terminó la carrera. A los dieciocho años empezó a hacer sus pequeños pasos en la pantalla. Se independizó con veinticuatro años en un humilde piso en el barrio de Tetuán. Ha realizado reportajes fotográficos como modelo en varias revistas masculinas y se ha centrado en su carrera televisiva, realizando pequeñas incursiones cinematográficas como en Isi Disi, Alto voltaje, Carlitos y el campo de los sueños y Tensión sexual no resuelta, y participado en tres cortometrajes: The King & The Worst  de David Galán Galindo (con Pepe Macías), Merry Christmas de Fran Casanova y Cuestión de química de Juan Moya, actuando junto con Cristina Peña y Arturo Valls entre otros. En 2003 apareció en el videoclip "Hoy no te escaparás" de Hombres G.  En televisión se la ha visto en anuncios televisivos de Amstel, Canal+, Hyundai o Mapfre, y en programas como Lo que necesitas es amor, El precio justo, La azotea de Wyoming y Six pack, emitido por Cuatro. 

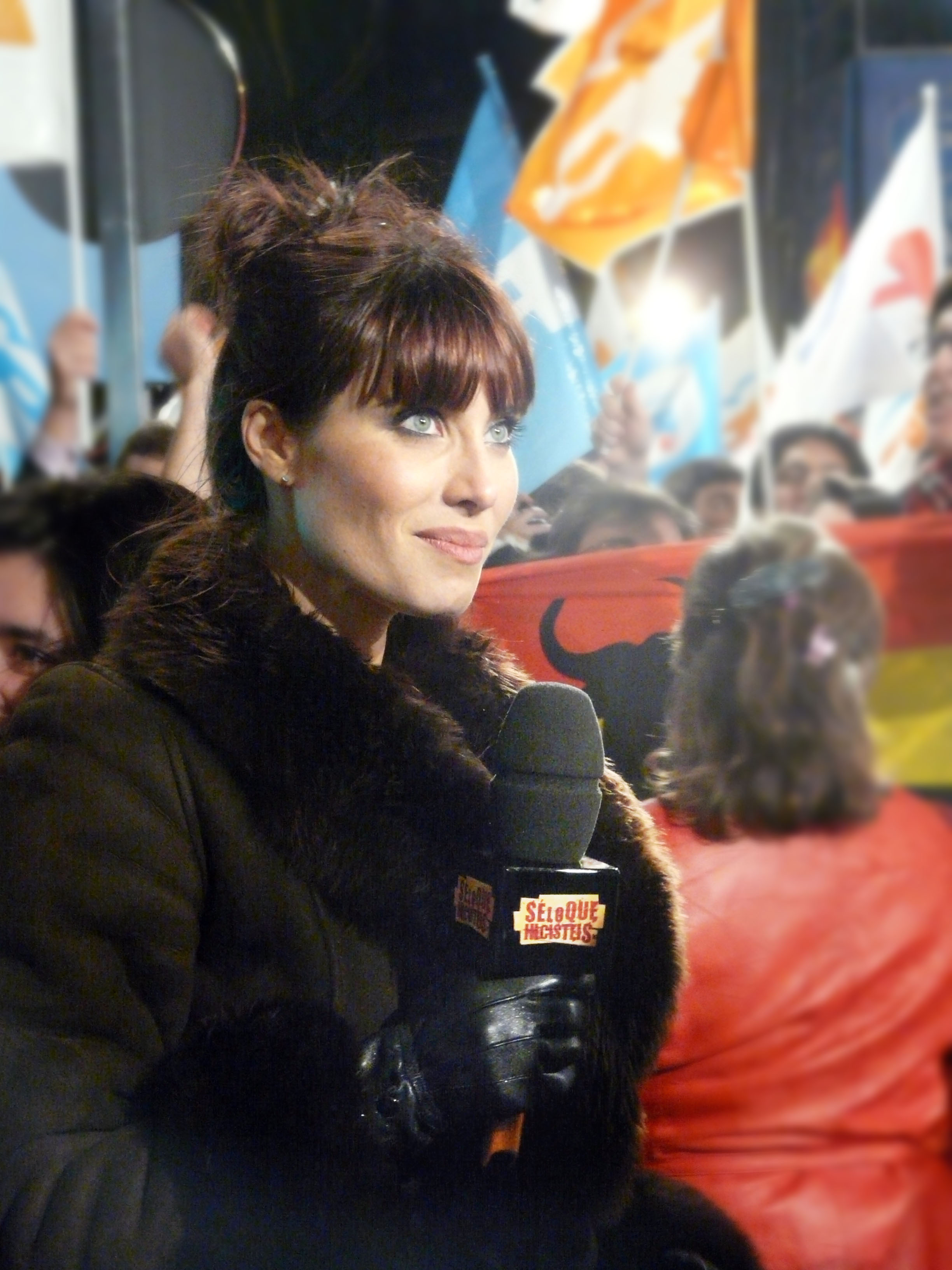
Pilar Rubio, reportera del programa Sé lo que hicisteis..., el 9 de marzo de 2008.

Se hizo popular con su llegada al programa de humor Sé lo que hicisteis... de La Sexta, en el que colaboró realizando diversos reportajes y presentó en los veranos de 2008 y 2009. En el verano de 2007 además pasó a presentar su propio programa sobre vídeos de humor, llamado La ventana indiscreta. Paralelamente, durante 2009 presentó el concurso Adivina quién es quién en la autonómica Canal Sur Televisión. Le fue concedido el Premio Joven 2007 a la mejor reportera de televisión. En 2008 y en 2009 fue elegida la mujer más sexy del mundo según FHM España, revista para la que posó en tres ocasiones. También posaría otras dos veces para la revista Sie7e. 

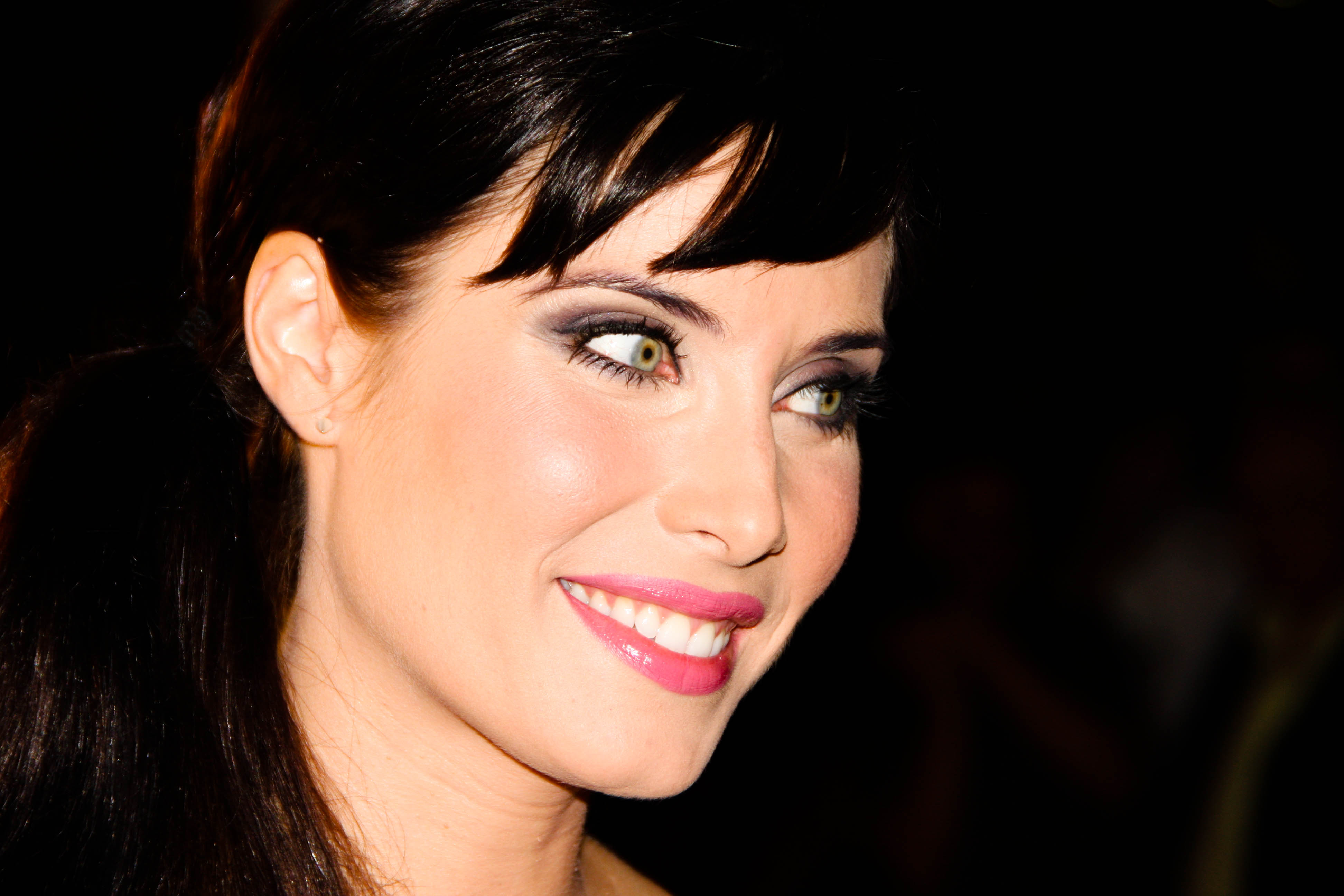
Pilar Rubio en el Festival de Cine de Sitges en octubre de 2009.

El 12 de noviembre de 2009, Telecinco anunció su fichaje, ofreciéndole nuevos proyectos en cine, series y televisión. En diciembre de 2009 dejó Sé lo que hicisteis... para empezar a trabajar en Telecinco, realizando la octava edición del exitoso programa ¡Más Que Baile!. Desde el martes 27 de abril presentó el programa Cántame una canción, que solo contó con tres galas. Desde el 19 de abril de 2010 presenta Viajeros por Andalucía en la autonómica Canal Sur Televisión. En verano de 2010 presentó el programa especial acerca de la final del Mundial de Sudáfrica titulado La Roja en la final y presentó los cástines de Operación Triunfo 2011. En otoño comenzó las grabaciones de la nueva serie de Telecinco Piratas, siendo la coprotagonista de la misma. Pilar fue la encargada de dar las campanadas de cara al 2011 de Telecinco junto con Sara Carbonero y Marta Fernández.
En enero de 2011 presenta las galas semanales de Operación Triunfo sustituyendo a Jesús Vázquez, pero tan solo durante cinco semanas; debido a las bajas audiencias la cadena decidió cancelar el programa. En mayo de 2011 se convierte en una de las protagonistas de la nueva serie de Telecinco Piratas. Al poco tiempo de estrenarse, la serie tuvo que ser retirada tras varios capítulos por los bajos índices de audiencia. En junio de 2011, fue la encargada de dar el pregón de las fiestas de su pueblo natal Torrejón de Ardoz. En 2011 apareció una línea de ropa creada por ella misma llamada MetalHead, inspirada en el rock y el heavy. El 13 de febrero de 2012, son publicadas en Interviú las fotos de su primer posado desnudo tomadas 14 años atrás para otras publicaciones del mismo grupo editor. Desde el 25 de junio de 2012 hasta el 9 de julio de 2012 presentó junto a José Corbacho el programa de Telecinco Todo el mundo es bueno, cancelado tres semanas después por los bajos índices de audiencia. En diciembre de 2012, terminó su contrato de mutuo acuerdo con el grupo Mediaset España debido a que, de momento, no había ningún proyecto para ella.
En marzo de 2013, Pilar Rubio volvió a aparecer en la cadena que le llevó a la fama, siendo invitada en El intermedio: International Edition, programa que presentó su excompañero Dani Mateo en La Sexta. Más tarde, el 7 de enero de 2014, se dio a conocer la noticia de que Pilar Rubio había fichado por El hormiguero para colaborar junto a Carlos Jean y Mario Vaquerizo en la sección de buscar a GilBard a través del programa. Además, en ese mismo mes, fue la imagen de las rebajas de El Corte Inglés.
En enero de 2017, se anuncia su fichaje por la cadena Fox Life para conducir su propio programa de ejercicios llamado Fit Life y que empezó a emitirse en mayo de ese mismo año. Un mes más tarde se confirmó que presentaría junto a Manolo Lama y Arturo Valls el programa  Ninja Warrior en el prime time de Antena 3.
Desde enero de 2014 a 2021 colaboró en El hormiguero de Antena 3 con una sección semanal en la que muestra a los espectadores los distintos retos que le propone el programa. 
El 11 de septiembre de 2024 debutó al frente de Sí quiero, de Canal Sur. 

## Vida personal
Desde 2012, Pilar Rubio mantiene una relación con el futbolista español, Sergio Ramos, que fue confirmada por ambos en la gala del Balón de Oro. El 12 de noviembre de 2013, la presentadora anunció a través de las redes sociales que estaba esperando su primer hijo junto al futbolista. El 6 de mayo de 2014 dio a luz a un varón, con el nombre de Sergio. El 4 de mayo de 2015 anunció que volvía a estar embarazada y el 14 de noviembre de ese año dio a luz a su segundo hijo, llamado Marco. El 5 de octubre de 2017 anunció que esperaba su tercer hijo, el cual nació el 25 de marzo de 2018 bajo el nombre de Alejandro. El 20 de enero de 2020, Rubio anunció en el programa El hormiguero que estaba embarazada por cuarta vez. Dio a luz a Máximo Adriano el 26 de julio de 2020.
El 15 de junio de 2019 se casó con Sergio Ramos, tras siete años de relación, en una ceremonia religiosa en la catedral de Sevilla, tierra natural del futbolista. La celebración fue organizada por la empresa de eventos La Puta Suegrala cual tuvo lugar en la finca "La Alegría", propiedad de Ramos a 25 km de la capital sevillana.

## Televisión

### Programas
- Lo que necesitas es amor, Antena 3 (1998-1999)
- El precio justo, TVE (1999-2001).
- Esto es vida, TVE.
- La azotea de Wyoming, TVE (2005).
- Six pack, Cuatro (2005).
- Sé lo que hicisteis... (reportera/presentadora suplente), La Sexta (2006-2010).
- La ventana indiscreta (presentadora), La Sexta (verano 2007, 2008 y 2009).
- Extremo Oriente (presentadora), La Sexta (2009)
- Adivina quién es quién (presentadora), Canal Sur (2009).
- ¡Más Que Baile! (presentadora), Telecinco (2010).
- Cántame una canción (presentadora), Telecinco (2010)
- Viajeros por Andalucía (presentadora), Canal Sur Televisión (2010)
- Con "La Roja" a la final (Mundial Sudáfrica 2010) (reportera), Telecinco (2010)
- Campanadas de fin de año, Telecinco
- Cástings OT 2011, (2010) Telecinco
- Operación Triunfo, (2011) Telecinco
- XXS  Concurso (2011-2012) Cuatro, con Flipy.
- Todo el mundo es bueno Concurso (2012) Telecinco, con José Corbacho.
- El intermedio: International Edition Invitada (2013) La Sexta
- El hormiguero (Invitada) (2013, 2016, 2017, 2020 Video llamada, 2021) Antena 3
- El hormiguero (Colaboradora) (2014-presente) Antena 3
- Nickelodeon Slime Fest (Presentadora) (2015) Nickelodeon
- Rock Palace (Presentadora) (2014-2016) Experienty TV
- Un, Dos, ¡Chef! (Invitada) (2015) Disney Channel
- Fit Life (Presentadora) (2017) Fox Life
- Ninja Warrior (Copresentadora) (2017) Antena 3
- Menuda Noche (Invitada) (2017) Canal Sur
- El desafío (Invitada) (2021) Antena 3
- El desafío (Jurado) (2022 - presente) Antena 3
- El mejor (Presentadora) (2023) Telemadrid
- Make Up Stars (Presentadora) (2023) RTVE Play
- Sí quiero (Presentadora) (2014) Canal Sur [18]
- Maestros de la costura Celebrity (Concursante) La 1

### Series
- Piratas (2011) Telecinco como Carmen Bocanegra, papel principal (8 capítulos)
- Palomitas (2011) Telecinco Serie de sketches

## Libros
- Embarazada ¿y ahora qué? (2016)
- Mi método para llevar una vida saludable (2021)

## Filmografía
- The King & The Worst (cortometraje).
- Merry Christmas (cortometraje).
- Cuestión de química (cortometraje).
- Isi/Disi: Alto Voltaje (largometraje). (2006) como Inga
- La gran vida (como extra).
- Carlitos y el campo de los sueños (largometraje).
- Videoclip de Hamlet - "Limitate"
- Videoclip de Hombres G - "No te escaparás".
- Videoclip de David Bustamante - "Por Ella".
- Videoclip de Alejo Stivel y Pereza - "¿Qué hace una chica como tú en un sitio como este?"
- Tensión sexual no resuelta (largometraje). (2010) como Lucía

## Premios
- 2010: ganadora del Micrófono de Oro en la categoría de televisión.